# Иван Франгеш
Иван Франгеш (Загреб, 8. новембар 1899 – 1972) је био правник и дипломата.
Школовао се у Загребу. У дипломатији је од децембра 1923. до Другог светског рата био на разним дужностима у МИП-у, као и по дипломатским представништвима у Атини, Бечу, Њујорку, Сан Франциску и Вашингтону где је у току лета 1936. довршио студије које је уписао у Америци. Априлски рат затекао га је у Лондону одакле је средином 1942. поново премештен у посланство у Вашингтону. По одласку амбасадора Фотића 1944. постао је отправник послова посланства у Вашингтону. После рата остао је у емиграцији.